# Diplodia coryli
Diplodia coryli är en svampart som beskrevs av Fuckel 1870. Diplodia coryli ingår i släktet Diplodia och familjen Botryosphaeriaceae.   Inga underarter finns listade i Catalogue of Life.